# Aeródromo Chamonate
El Aeródromo Chamonate (OACI: SCHA) es un terminal aéreo localizado a 11 kilómetros al noroeste de Copiapó, en la Región de Atacama, Chile. Este aeródromo es de carácter público.
En el año 1996 se estableció, mediante decreto supremo expedido a través del Ministerio de Defensa Nacional, una zona de protección y restricciones de altura para el aeródromo. En septiembre de 2005 dicho decreto fue derogado, suprimiéndose en consecuencia la referida zona de protección y restricciones.

## Historia
En 1929, una vez establecido el servicio regular de correos entre Buenos Aires y Santiago de Chile, Jean Mermoz —Jefe de Pilotos en Sudamérica de la línea aérea Aeropostal— junto a su mecánico Alexandre Collenot a bordo de la nave Latécoére 25, intentaron establecer una nueva ruta entre la ciudad de Copiapó en el norte de Chile y la ciudad de La Rioja en Argentina, cruzando el altiplano a 4200 metros sobre el mar cerca del paso de Comecaballos próximo a Laguna Santa Rosa, en uno de los puntos más altos de la cordillera. El 9 de marzo de 1929, a poco rato de haber despegado y una vez sobrevolada la Quebrada de San Andrés, el motor presentó una falla y se vieron obligados a aterrizar en una cornisa en plena cordillera de los Andes. Tras 50 horas intentando reparar el motor, sin alimentos y vestimenta adecuada, soportando temperaturas de -15 °C y en condiciones de atmósfera baja en oxígeno, ambos debieron liberar peso de la nave empujándola por más de 700 metros hasta una explanada donde lograron bajar planeando por la Quebrada de Paipote de regreso hasta el aeródromo Chamonate en la ciudad de Copiapó el día 12 de marzo, llegando sanos y salvos ante la incredulidad y admiración de las autoridades de la época quienes enviaron una caravana del ejército al lugar del accidente para recuperar las piezas de aeronave y pertenencias abandonadas para aligerar peso.
En 1954 se iniciaron los trabajos de habilitación de la hacienda Chamonate para instalar una pista de aterrizaje en el sector. El aeródromo Chamonate fue inaugurado oficialmente el 17 de mayo de 1961.
Tras la apertura del Aeropuerto Desierto de Atacama el año 2005, se planteó el cierre definitivo del aeródromo Chamonate, incluso el director Regional de Aeropuertos de la época sostuvo la necesidad de enajenarlo, sin embargo, el Club Aéreo de Atacama y otros grupos argumentaron la conveniencia de mantener esta pista abierta como aeródromo alternativo, y para operaciones de contingencia.
En diversas ocasiones este aeródromo ha servido para el traslado de pacientes a través de ambulancia aérea. Para abril de 2014 se reabrió el Club Aéreo de Chamonate, con nuevo equipamiento que incluye un simulador de vuelo.
Tras los temporales de 2015 y 2017 que afectaron Copiapó, el recinto aéreo resultó dañado, lo cual implicó que fuera reparado en 2019.